# آزادی (ایستگاه فضایی)
ایستگاه فضایی آزادی (انگلیسی: Space Station Freedom) پروژه‌ای از سوی ناسا برای ساخت ایستگاه فضایی مداری در مدار زمین در دهه ۱۹۸۰ بود. این پروژه اگرچه توسط رئیس‌جمهور وقت رونالد ریگان تصویب و گزارش آن در سال ۱۹۸۴ در سخنرانی وضعیت کشور آمریکا نیز اعلام شد، اما آزادی هرگز به آن شکلی که در ابتدا طراحی شده بود ساخته و تکمیل نشد و پس از چندین بار تقلیل و دگرگونی پروژه در نهایت به پروژه ایستگاه فضایی بین‌المللی تبدیل شد.
ایستگاه فضایی آزادی یک پروژهٔ مشترک چند ملیتی بود که شامل چهار آژانس فضایی شرکت کننده: NASA (ایالات متحده)، NASDA (ژاپن)، ESA (اروپا) و CSA (کانادا) بود.